# Oswald Kabasta
Oswald Kabasta (Mistelbach, 29 de Dezembro de 1896 — 6 de Fevereiro de 1946) foi um maestro austríaco. Kabasta estudou com o compositor Franz Schmidt. Em 1931, ele se tornou o maestro da Academia de Viena. Ele também serviu como diretor musical da Filarmônica de Munique em 1938. Suas interpretações de Bruckner eram admiradas pela intensidade. Kabasta foi um entusiasta do Regime Nazista. Depois do Anschluss, em 1938, ele assinava todas as suas cartas com o "Heil Hitler!".